# Raymonde Aprilová
Raymonde Aprilová (nepřechýleně April; * 23. června 1953, Moncton, New Brunswick, Kanada) je kanadská současná umělkyně, fotografka a akademička. Aprilová žije v Montrealu, kde vyučuje fotografii na Concordia University . Její práce byly pravidelně vystavovány v muzeích a galeriích v Kanadě a Evropě. Její fotografie byly také uvedeny v různých publikacích a oceněny cenou Prix du Québec.

## Život a práce
Aprilová se narodila na počátku 50. let v Monctonu v New Brunswicku a vyrostla v Rivière-du-Loup ve východním Quebecu. Studovala umění na několika univerzitách. Navštěvovala uměleckou vysokou školu v Rivière-du-Loup a École des arts visuels na Université Laval v Québecu. 
Aprilová je známá svou fotografií a akademickou činností.  Fotografkou je od 70. let 20. století. Od roku 1985 navštěvovala a vyučovala fotografii na Condordia University. Pomáhala také otevřít La Chambre Blanche, zařízení pro umělce v Québecu. 
Aprilová se prostřednictvím svých fotografií věnuje vyprávění. Její rozsáhlé série zobrazují každodenní život a přeměňují průměrné zážitky na úžasné obrazy. Zahrnují typická fotografická témata, jako jsou portréty a krajiny.  Eduardo Ralickas tvrdí, že autorčina práce je artikulována kolem scény mezi blízkým a vzdáleným, zjevením a mizením, díky čemuž je vzdálenost klíčovým faktorem při mapování území symbolického a imaginárního.

## Výstavy
- 1986: Kanadské muzeum současné fotografie, Ottawa
- 1986: Voyage dans le monde des choices
- 1992: Jour de verre et autres fictions
- 1997: Leonard & Bina Ellen Art Gallery, Concordia University
- 1997: Les Fleuves invisibles
- 2001: Tout Embrasser

## Ocenění
- 2003: Cena Prix Paul-Émile-Borduas.[3]
- 2005: Cena Paula de Huecka a Normana Walforda za uměleckou fotografii od Nadace umění Ontaria.[4][5]
- 2010: Řád Kanady za „významný příspěvek k vývoji fotografie v Kanadě“.[6]